# Psychotria luteotuba
Psychotria luteotuba es una especie de planta fanerógama de la familia Rubiaceae.

## Clasificación y descripción de la especie
Esta especie está constituida por arbustos y árboles pequeños de 1 a 4 m de alto y unos 8 cm de diámetro. Hojas pecioladas con láminas glabras, la superficie adaxial lustrosa, elípticas a ovado-elípticas, de 4 hasta 12.5 cm de largo por 2 a 4.7 cm de ancho. Inflorescencias: panículas cimosas con 15 a 22 flores, estas generalmente glabras, sésiles o con pedicelos muy cortos; los sépalos desiguales, deltoideos de 2 a 5 mm de largo. Corola glabra, el tubo amarillo hasta 13 mm de largo por 2.5 mm de ancho, con 4 o 5 lóbulos ovado-ligulados. Estambres 4 o 5 con anteras linear elipsoides; el estilo de 6 a 11 mm de largo, glabro. Frutos ovoides o subglobosos de 7 mm de largo y 6 mm de ancho, ya maduros de color negro o azuloso.

## Distribución de la especie
Se localiza en México, en los estados de Oaxaca, Veracruz, Chiapas y Tabasco.

## Ambiente terrestre
Esta especie se distribuye en alturas variables, desde los 20 hasta los 1700 m s.n.m. En las partes bajas crece en bosques tropicales siempre verdes, asociada con plantas de los géneros: Calophyllum, Dialium, Elaeagia, Pouteria y Symphonia. En altitudes de 1700 m s.n.m. forma parte de los bosques de niebla o mesófilos de montaña, asociada con especies de los géneros Quercus, Liquidambar, Magnolia, Calatola, Podocarpus, Ardisia, y diferentes especies de Lauraceae.

## Estado de conservación
No se encuentra bajo ninguna categoría de riesgo en las normas mexicanas e internacionales
(Norma Oficial Mexicana 059).